# 사촌들 (1959년 영화)
《사촌들》(프랑스어: Les Cousins)은 1959년 개봉한 프랑스의 드라마 영화이다. 클로드 샤브롤이 감독과 공동각본을 맡았다. 제9회 베를린 영화제 황금곰상 수상작이다.

## 출연

### 주연
- 제라르 블랭
- 장 클로드 브리알리
- 줄리엣 메이니엘
- 가이 데콤블

### 조연
- 주느비에브 클러니
- 미쉘 메리츠
- 스테판 오드랑
- 폴 비스시글리아
- 장 루이즈 모리
- 버지니에 비트리
- 장 마리 아르누스

## 기타
- 미술: 버나드 에베인
- 미술: 자크 솔니에